# Нобл (округ, Индиана)
Нобл (англ. Noble County) — округ в штате Индиана, США. Официально образован в 1836 году. По состоянию на 2010 год, численность населения составляла 47 536 человек.

## География
По данным Бюро переписи США, общая площадь округа равняется 1 081,145 км2, из которых 1 064,077 км2 суша и 17,068 км2 или 1,580 % это водоёмы.

## Население
По данным переписи населения 2000 года в округе проживает 46 275 жителей в составе 16 696 домашних хозяйств и 12 288 семей. Плотность населения составляет 43,00 человека на км2. На территории округа насчитывается 18 233 жилых строений, при плотности застройки около 17,00-ти строений на км2. Расовый состав населения: белые — 93,98 %, афроамериканцы — 0,41 %, коренные американцы (индейцы) — 0,25 %, азиаты — 0,36 %, гавайцы — 0,02 %, представители других рас — 4,04 %, представители двух или более рас — 0,94 %. Испаноязычные составляли 7,13 % населения независимо от расы.
В составе 37,40 % из общего числа домашних хозяйств проживают дети в возрасте до 18 лет, 60,20 % домашних хозяйств представляют собой супружеские пары проживающие вместе, 9,00 % домашних хозяйств представляют собой одиноких женщин без супруга, 26,40 % домашних хозяйств не имеют отношения к семьям, 21,90 % домашних хозяйств состоят из одного человека, 8,60 % домашних хозяйств состоят из престарелых (65 лет и старше), проживающих в одиночестве. Средний размер домашнего хозяйства составляет 2,73 человека, и средний размер семьи 3,19 человека.
Возрастной состав округа: 29,00 % моложе 18 лет, 9,20 % от 18 до 24, 30,00 % от 25 до 44, 20,80 % от 45 до 64 и 20,80 % от 65 и старше. Средний возраст жителя округа 33 лет. На каждые 100 женщин приходится 101,50 мужчин. На каждые 100 женщин старше 18 лет приходится 99,70 мужчин.
Средний доход на домохозяйство в округе составлял 42 700 USD, на семью — 49 037 USD. Среднестатистический заработок мужчины был 35 124 USD против 24 026 USD для женщины. Доход на душу населения составлял 17 896 USD. Около 5,60 % семей и 7,90 % общего населения находились ниже черты бедности, в том числе — 10,10 % молодежи (тех, кому ещё не исполнилось 18 лет) и 6,20 % тех, кому было уже больше 65 лет.